# Presentación ARTAUD - 1973 - Teatro Astral
Presentación ARTAUD - 1973 - Teatro Astral y Presentación ARTAUD - 1973 - Teatro Astral, Vol. 2 son el cuarto y quinto álbum en vivo de Luis Alberto Spinetta como músico solista, y los primeros lanzados de manera póstuma. Se trata de dos bootlegs oficiales grabados el 23 y 28 de octubre de 1973 en el Teatro Astral para presentar el álbum Artaud, considerado por la revista Rolling Stone como el mejor álbum de Rock Nacional. Las canciones fueron remasterizadas antes de su publicación por el ingeniero en sonido Mariano López.

## Vol. 1

### Contexto
"Es impresionante. Cuando escuchamos aquella grabación nos trasladamos a ese momento de entender cómo un artista se para ahí haciendo su obra de una manera tan legítima y contra todo", dice Catarina Spinetta sobre el registro de ese show histórico, que desde hace algunos años viene circulando por Internet, y que ahora fue recuperado por la familia y puesto en valor para su edición digital, estrenada el viernes 26 de junio de 2020. La cinta, grabada desde la fila diez del teatro por Eduardo Avelleira, por ese entonces un joven fanático de Spinetta.
"A lo mejor estaba en el lugar exacto porque suena muy bien, me pasé el show prácticamente sin respirar con el microfonito para arriba", cuenta Eduardo Avelleira, que esa mañana ingresó al Astral con un grabador Phillips monoaural y mantuvo apretado el botón rojo en las quince canciones que duró el show. "Lo grabé todo, pero no le di importancia a lo que tenía y al casete lo perdí de vista por 30 años, hasta que en una mudanza apareció y lo pude digitalizar".

### Contenido
Esta publicación inédita se caracteriza no sólo por la música presenta por Spinetta, sino porque también, entre el medio de las grabaciones, se puede oír al músico interactuando con el público explicando algunos detalles de las nuevas canciones y hasta haciendo diferentes bromas.
Durante el show, Spinetta presenta versiones renovadas de algunos temas de Pescado y de Almendra que se relacionan estéticamente con su nueva búsqueda que se llama Artaud, del cual hace 4 temas, por primera vez en la historia, "Todas las hojas son del viento", "Bajan", "La sed verdadera" y "Cantata de puentes amarillos". Pero además hace dos temas que permanecieron inéditos por mucho tiempo: "Barro tal vez", la zamba que se convirtió en un clásico para los seguidores, aparecido en Kamikaze (1982), y "Nena, tu cabeza va a estallar", que con una estructura distinta y una letra más extensa aparecería en la banda sonora Fuego gris (el film de Pablo César) veinte años después. El verdadero hallazgo de este show, es una canción absolutamente inédita, compuesta junto a David Lebón titulada “Ella flota por mí”.

### Lista de temas
| N.º     | Título                                                                        | Duración |  |
| 1.      | «Apertura show (palabras de Luis)»                                            | 3:12     |  |
| 2.      | «Me gusta ese tajo»                                                           | 1:27     |  |
| 3.      | «Interludio (Karadagian y Su Troupe)»                                         | 0:21     |  |
| 4.      | «Dulce 3 nocturno»                                                            | 3:45     |  |
| 5.      | «Interludio (Si cantas Blues)»                                                | 0:23     |  |
| 6.      | «La cereza del zar»                                                           | 1:15     |  |
| 7.      | «Interludio (Hace Pasar a los Guapos)»                                        | 0:32     |  |
| 8.      | «Mi espíritu se fue»                                                          | 3:24     |  |
| 9.      | «Interludio (Luis, Tal Cosa)»                                                 | 1:31     |  |
| 10.     | «Ella flota por mi»                                                           | 3:13     |  |
| 11.     | «Interludio (Previo a Estos Hombres Tristes)»                                 | 1:24     |  |
| 12.     | «A estos hombres tristes»                                                     | 3:37     |  |
| 13.     | «Interludio (Ningún Tipo de Represión)»                                       | 0:44     |  |
| 14.     | «Interludio (Anuncia Barro Tal Vez)»                                          | 3:22     |  |
| 15.     | «Barro tal vez»                                                               | 3:00     |  |
| 16.     | «Interludio (Presenta Nena Tu Cabeza Va a Estallar)»                          | 0:09     |  |
| 17.     | «Nena Tu Cabeza Va a Estallar (Verde Bosque)»                                 | 3:11     |  |
| 18.     | «Credulidad»                                                                  | 2:26     |  |
| 19.     | «Interludio (Presenta Todas las Hojas Son del Viento)»                        | 0:39     |  |
| 20.     | «Todas hojas son del viento»                                                  | 1:48     |  |
| 21.     | «Interludio (Voy a Hacer Todos los Temas de Almendra)»                        | 0:32     |  |
| 22.     | «Bajan»                                                                       | 2:49     |  |
| 23.     | «La sed verdadera»                                                            | 3:16     |  |
| 24.     | «Interludio (Presenta Cristalida)»                                            | 0:49     |  |
| 25.     | «Cristálida (Aguas claras de olimpos)»                                        | 8:25     |  |
| 26.     | «Interludio (A la Salu Pa el Pueblo - Presenta Cantata de puentes amarillos)» | 0:42     |  |
| 27.     | «Cantata de puentes amarillos»                                                | 9:40     |  |
| 1:05:50 |                                                                               |          |  |

## Vol. 2

### Contexto
Durante el proceso de producción del primer volumen, Catarina Spinetta le comentó a su madre sobre la próxima publicación, y ella respondió que tenía una grabación similar. Al escucharla descubrieron que no era el mismo concierto, ya que el cassette estaba fechado "28/10/1973" y contenía una lista de temas muy distinta a la del show a publicar.

### Contenido
En "Introducción" el flaco comienza diciendo: "Estoy muy contento, solo que anoche mientras dormía tuve un sueño. Metía las manos en un balde con pintura verde y amanecí así, loco", para luego leer en voz alta una carta que acababa de recibir de un fan: “Me siento florecer en los gritos de Antonin. Me siento ahogar en tu música, y siento que mis poemas están prontos a vibrar con tu homenaje al más claro de los seres de este siglo”, lee Luis sobre la esquela que un tal Ricardo le había hecho llegar al camarín.
La lista de temas incluye Dedos de mimbre, Omnipotencia y Jilguero que serían reversionadas años después en sus álbumes de estudio Fuego gris, Kamikaze y Pelusón of milk. A diferencia del primer volumen, en este recital Spinetta pasa a la guitarra eléctrica para, después de una serie de "Efectos eléctricos" tocar cuatro temas incluyendo Que el viento borró tus manos y los inéditos “Psicodelia”, “No te detengas” y “Blues”. El álbum también incluye nuevas versiones en vivo de algunos temas ya presentados en el primer volumen, como Dulce 3 nocturno, Barro tal vez, Todas las hojas son del viento, La sed verdadera y Cantata de puentes amarillos.

### Lista de temas
| N.º   | Título                              | Duración |  |
| 1.    | «Introducción»                      | 3:37     |  |
| 2.    | «Dedos de mimbre»                   | 3:23     |  |
| 3.    | «Omnipotencia (Ah Basta de pensar)» | 2:32     |  |
| 4.    | «Dulce tres nocturno»               | 4:15     |  |
| 5.    | «Jilguero»                          | 2:43     |  |
| 6.    | «Barro tal vez»                     | 3:16     |  |
| 7.    | «Todas las hojas son del viento»    | 2:23     |  |
| 8.    | «Efectos eléctricos»                | 5:12     |  |
| 9.    | «Que el viento borró tus manos»     | 3:48     |  |
| 10.   | «Psicodelia (Inédito)»              | 2:27     |  |
| 11.   | «No te detengas (Inédito)»          | 3:03     |  |
| 12.   | «Blues (Inédito)»                   | 4:26     |  |
| 13.   | «La sed verdadera»                  | 5:15     |  |
| 14.   | «Cantata de puentes amarillos»      | 8:23     |  |
| 54:51 |                                     |          |  |